# 卡洛·帕韦西
卡洛·帕韦西（義大利語：Carlo Pavesi，1923年6月10日—1995年3月24日），意大利男子击剑运动员。他曾参加1952年、1956年和1960年夏季奥运会击剑比赛，共获得4枚金牌。他也曾收获多枚世界锦标赛奖牌。

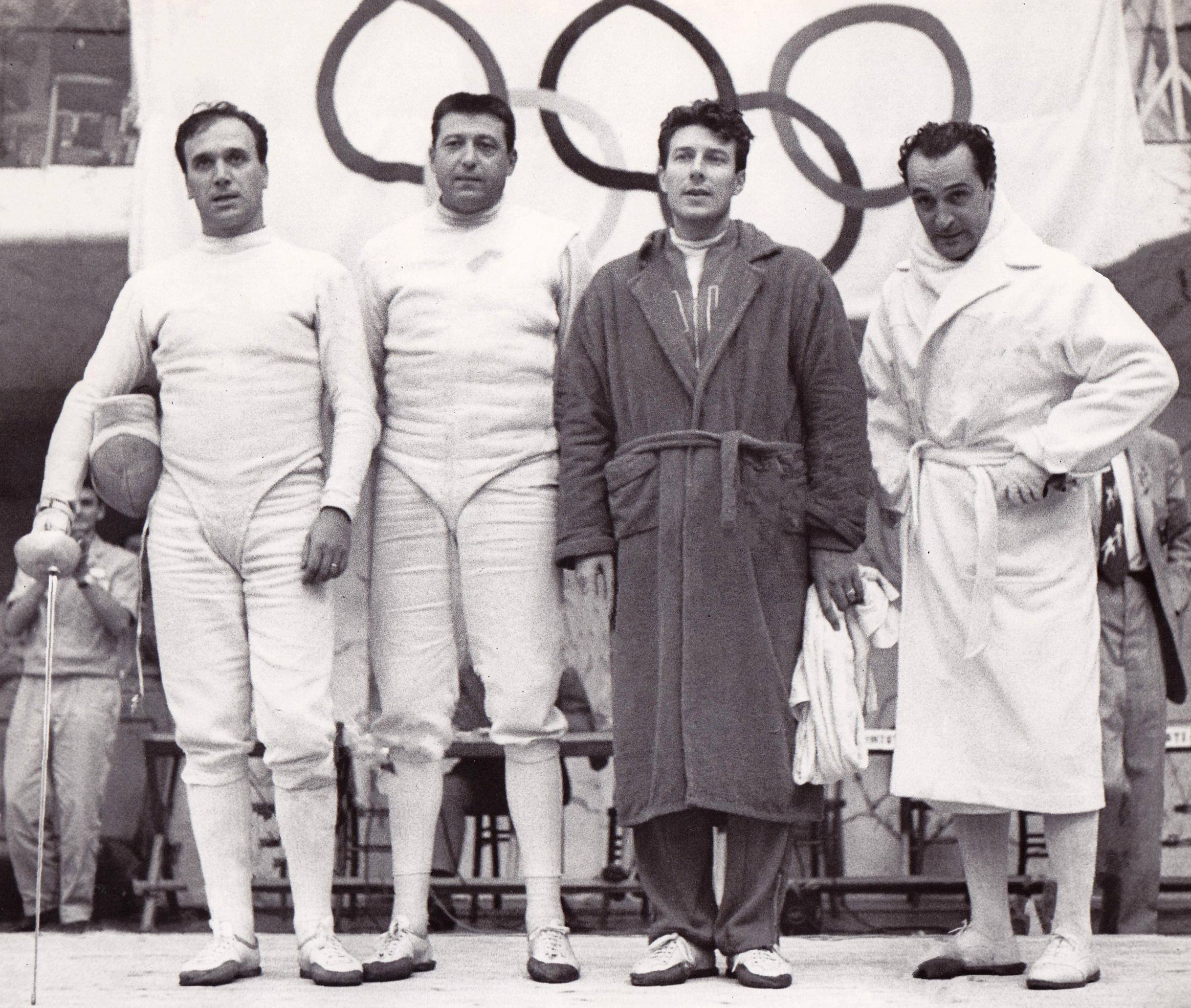
意大利重剑队于1960年奥运会，左一为帕韦西